# Hobro Vesterfjord
Hobro Vesterfjord er en lavvandet brakvandssø, der oprindeligt har været den inderste del af Mariager Fjord. Udløbet ligger i centrum af Hobro, som ligger rundt om den. Den gennemløbes af Onsild Å, og har tilløb fra nord, af Hodals Bæk. Søen er en del af et vildtreservat på 259 ha, der blev oprettet i 1940 for at beskytte dyre- og fugleliv.

## Eksterne kilder og henvisninger
1. ↑  Bekendtgørelse om fredning af fuglelivet i og ved Hobro Vesterfjord og en del af Hobro Østerfjord november 1966

- Danmarks Søer, Søerne i Nordjyllands og Viborg Amter, af Thorkild Høy m.fl. ISBN 87-7717-200-0

56°38′17.86″N 9°47′7.38″Ø / 56.6382944°N 9.7853833°Ø